# Double Teamed – Ein Traum wird wahr
Double Teamed – Ein Traum wird wahr ist ein US-amerikanischer Film aus dem Jahr 2002. Regie führte Duwayne Dunham. Er basiert auf den Lebensgeschichten der Basketball-Zwillingen Heather und Heidi Burge.

## Handlung
Die Zwillinge Heidi und Heather sind sportlich talentiert. Doch die zwei sind sehr unterschiedlich: Während Heather eine Karriere als Volleyballspielerin verfolgt, träumt ihre Schwester vom Ruhm als Schauspielerin. Ihr Vater Larry schickt die Zwillinge in eine andere High School um die beiden besser zu fördern, wo sie wegen ihrer Größe ins Basketball-Team aufgenommen werden. Von da an erkennen die Zwillinge schließlich, dass sie nur als Team Erfolg haben können.

## Kritik
Der Filmdienst urteilt: „Familienfreundlicher Sportfilm aus dem Hause Disney, der auf unterhaltsame Art die wahre Geschichte der Burge-Zwillinge nacherzählt.“